# هربرت پلانک
هربرت پلانک (انگلیسی: Herbert Plank؛ زادهٔ ۳ سپتامبر ۱۹۵۴) اسکی‌باز آلپاین اهل ایتالیا است.